# Carmen Gómez Ojea
Carmen Gómez Llambrega, (Gijón, Astúries, 1945) és una escriptora i poetessa espanyola. Es va llicenciar en Filosofia i Lletres per la Universitat d'Oviedo. Actualment resideix a Gijón i col·labora en diferents diaris i revistes.
La seva primera obra, Las manos inútiles (1966), va ser finalista del Premio Novel·la Curta de l'Ateneu de Gijón. Li seguirien, l'any 1975, Relato para tres mares, (segon lloc del concurs de la Casa del Mar de Cadis) , i La trágica y grotesca historia de Enrique Mes (1976) amb el qual va guanyar el concurs de L'Entregu.
L'any 1976, va escriure Los soliloquios de Olvido, amb el qual va quedar finalista del Premi Barbastro. En 1981 amb la novel·la Otras mujeres y Fabia va guanyar el Premi Tigre Juan i a l'any següent, 1982 va guanyar el premi Nadal amb Cantiga d'Agüero. Anys més tard va escriure  Los perros de Hécate i La novela que Marien no terminó, amb la qual va guanyar el Premi Una Palabra Otra. L'any 1982 va ser designada asturiana de l'any. Col·labora amb el periòdic La Nova Espanya.
Li va ser concedida per la Corporació municipal gijonesa la Medalla de Plata de la Vila de Gijón en ple extraordinari celebrat el 20 de desembre de 2010.
Li va ser concedida el 6 de setembre de 2013 pel Consell del Govern d'Astúries li va atorgar per unanimitat la medalla de plata d'Astúries en reconeixement dels seus mèrits literaris i al compromís que manté en la seva obra i en la seva vida amb la defensa dels drets socials i la lluita contra les desigualtats; i per la seva generositat en contribuir amb la promoció de la cultura i els valors democràtics al Principat d'Astúries.

## Obres
- Pentecostés(1989)
- En la Penumbra de Cuaresma (1993)
- El diccionario de Carola (1996)
- La niña de plata (1993), con la que consiguió el IV Premio Ala Delta
- Más allá de los rosales (1998)
- El granate de amarilis (1998)
- Betsabé nunca duerme (1998)
- O camiño da Fraga (1999)
- No vuelvas a leer a Jane Eyre (1999)
- Nunca soñé contigo (2000)
- Los colores del mundo (2000)
- Palabras menores (2001)
- La verdad de los cuentos (2001)
- Cleopatra en un cuaderno (2001)
- El camino del bosque (2001)
- La canción de los meses (2003)
- El verano en que Iveta aprendió a bailar (2003)
- El ave que no sabe cantar (2003)
- A punta de navaja (2003)
- El cordón de oro (2004)
- Más allá de los rosales (2004)
- Hija de muerta (2004)
- La caxa los cuentos (2005)
- El vestido de novia y Rosmarina es un estorbo (2005)
- Ancila en los fuegos (2005)
- Bailaremos en el río (2005)
- Canta que te cantarás (2005)
- El mundo de bola andante (2006)
- Pantaleón, en todo como un león (2006)
- La y Lolo (2006)
- Haches mudas(2006)
- El cielo en la buhardilla (2007)
- Stevenson, tú y yo (2007)
- El último verano en Charenton (2008)

## Premis
- 1975 Premi Casa del Mar de Cádiz, per Prois de los recuerdos.
- 1976 Premi de L'Entregu, per La trágica y grotesca historia de Enrique Mes.
- 1981 Premi Tigre Juan, per Otras mujeres y Fabia
- 1981 Premi Nadal, per Cantiga de Agüero.
- 1988 Premi de las Librerías de mujeres del Estado, per La novela que Marien no terminó.
- 1993 Premi Ala Delta, per La niña de plata.
- 1993 Premi de poesia Carmen Conde, per En la penumbra de Cuaresma.
- 1996 Premi Edebé de Literatura Juvenil, per El diccionario de Carola.
- 2001 Accesít Premi Lazarillo, per Hija de muerta.
- 2005 Premi de la Crítica de Asturias, per Bailaremos en el río